# H. Salt Esq. Fish & Chips
O H. Salt Esq. Fish & Chips é uma cadeia de restaurantes especializada em fish and chips no estilo britânico, fundada por Haddon Salt em Sausalito, Califórnia, em 1965. Salt seguiu o exemplo de seu pai e de seu avô, tornando-se um mestre cozinheiro de peixes e empresário.
O negócio de Salt foi adquirido pela corporação Kentucky Fried Chicken em 1969. A venda fez de Salt o terceiro maior acionista da KFC, na época a maior empresa de fast-food do mundo.
A KFC não foi bem-sucedida na expansão em larga escala da rede H. Salt Esq. e cortou seus vínculos com a marca e o negócio em 1987. Cada franqueado foi autorizado a comprar seu restaurante. Alguns poucos restaurantes independentes da H. Salt Esq. ainda estão em funcionamento na Califórnia.

## História
Haddon Salt, nascido em 18 de outubro de 1928, em Stanfree, Derbyshire, Inglaterra, emigrou com sua esposa e três filhos para a Califórnia em 1964, com US$ 10.000. “Decidi trazer o negócio para cá porque todos os turistas me diziam que se nos Estados Unidos houvesse fish and chips como eu cozinhava, eu teria um ótimo negócio”. Salt abriu o “Salt's English Fish & Chips Shop” em Sausalito, Califórnia, em 1965.
A esposa de Salt, Grace, gerenciou sua primeira loja de fish and chips em Sausalito, enquanto Salt abriu outra loja em Berkeley. Foi relatado que os Salt planejavam “estabelecer várias lojas franqueadas em vários locais da Área da Baía de São Francisco e talvez até mais extensivamente”. Em 1966, a loja de Sausalito vendia peixe e batatas fritas em uma cesta de papel quadriculado e incentivava os clientes a “comer peixe enquanto caminhavam... muito comum na Inglaterra”.
Em 1967, Salt possuía mais duas lojas de fish and chips, uma em Sunnyvale e outra em Santa Cruz. Elas agora se chamavam “H. Salt, Esq. Authentic English Fish and Chips Shoppe”.

### Nomeando a marca
Quando Salt decidiu começar a franquear suas lojas de fish and chips, os consultores de marketing sugeriram que ele usasse “um nome inglês de verdade, como ‘British’ ou ‘London’, ou ‘Picadilly’ ou ‘Old English’” para nomear sua marca. Ele discordou, dizendo:
Eu recusei a ideia. Na Inglaterra, como você deve saber, uma boa loja leva o nome do comerciante. Um homem que se orgulha do produto que está oferecendo ao público e que o apoia pessoalmente. Não se trata de uma questão de ego, mas de responsabilidade com seus clientes... Portanto, insisti que meu nome estivesse na placa.
A KFC entrou em uma joint venture com a H. Salt em 1969.

### Equipamento
Salt era o único agente de vendas nos Estados Unidos e no Canadá dos fogões de fritura de fish and fries e equipamentos relacionados da Henry Nuttall. Salt especificava equipamentos Nuttall para suas lojas franqueadas de fish and fries. Salt frequentemente se referia à marca em entrevistas à imprensa, dizendo
...Acredito que é preciso ter o equipamento de cozinha adequado. Insistimos em fogões especiais para aquecer adequadamente e até mesmo o suficiente para produzir fish and fries decentes. Importamos nossos fogões de Henry Nuttall, na Grã-Bretanha, um mestre na arte de fazer fogões de fritura.
Os fogões Nuttall usados por Salt tinham 18 pés de comprimento e frentes de vidro para que os clientes pudessem ver seus pedidos sendo cozidos. Salt disse que os fogões eram “o coração da operação”.

### Design “inglês” da loja
Salt queria que suas lojas lembrassem os clientes americanos da Inglaterra, mas fez concessões em seu design.
Elas (as lojas) são 'inglesas' a ponto de não entrarem em conflito com o serviço de alimentação que os americanos esperam. Aceitamos até mesmo moedas britânicas e americanas, mas nos recusamos a desorganizá-las.
A equipe de atendimento por trás dos balcões das fritadeiras com janelas de vidro usava uniformes que lembravam os clientes dos tradicionais vendedores ambulantes britânicos - aventais vermelhos ou brancos, bonés brancos e bonés brancos vintage de empregada doméstica.

### Insistência em oferecer aos clientes alimentos de qualidade e experiência
Salt entendeu que estava lidando com clientes americanos em potencial que tinham pouca experiência com fish and chips. Ele sabia que precisava oferecer um produto e uma experiência da mais alta qualidade para converter o público. Ele disse que “deve ser franco ao afirmar que pode haver uma espera para um pedido, simplesmente porque fritamos quando solicitado para garantir que o produto esteja bem quente, que é a única maneira de apreciar o fish and chips”. O atendimento ao cliente também é importante para a Salt. “Nós enfatizamos aos nossos proprietários a importância de se preocupar genuinamente com os interesses de nossos clientes".